# Coez

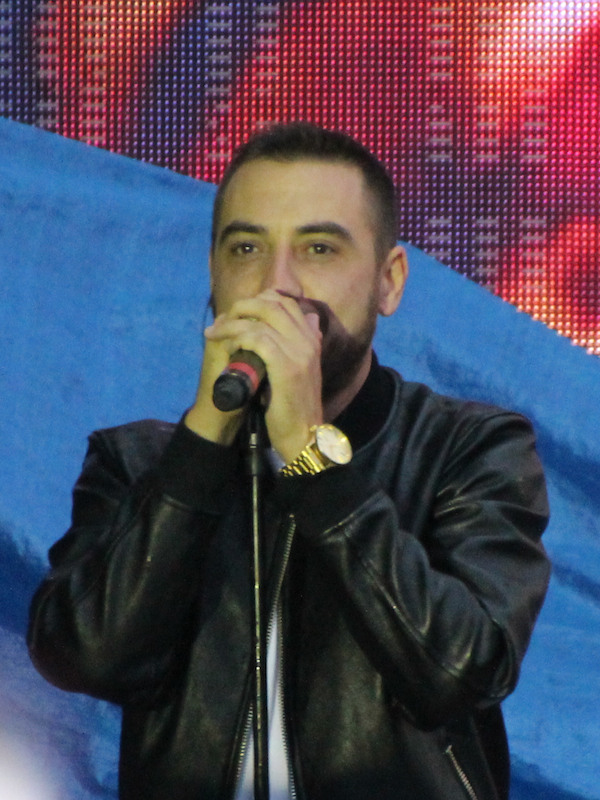
Coez (2015)

Coez (* 11. Juli 1983 in Nocera Inferiore, Provinz Salerno, als Silvano Albanese) ist ein italienischer Sänger und Rapper.

## Karriere
Silvano Albanese betätigte sich eine Zeit lang als Writer in Rom, bis er 2001 begann, Musik zu machen. Mit zwei Freunden, die er in einer Filmschule kennengelernt hatte, gründete er das Rap-Projekt Circolo Vizioso. Mit diesem veröffentlichte Coez das Album Terapia. Das Projekt ging 2007 in der Gruppe Brokenspeakers auf, die bis 2012 zwei Alben und drei Mixtapes veröffentlichte.
Gleichzeitig begann er alias Coez seine Solokarriere. Schon 2009 erschien mit Figlio di nessuno im Eigenvertrieb sein Debütalbum. Er erhielt einen Plattenvertrag mit Carosello Records, wo er 2013 das zweite Album Non erano fiori veröffentlichte, das erstmals die Top 10 der Charts erreichte. 2014 war der Rapper auf Alben von Gemitaiz & MadMan sowie Marracash zu hören, 2015 erschien sein drittes Album Niente che non va. Das vierte Album Faccio un casino (2017) enthielt das Lied La musica non c’è, das im Oktober die Spitze der italienischen Singlecharts erreichen konnte.

## Diskografie

### Alben
| Jahr | Titel Musiklabel                          | Höchstplatzierung, Gesamtwochen, AuszeichnungChartplatzierungen (Jahr, Titel, Musiklabel, Platzierungen, Wochen, Auszeichnungen, Anmerkungen) | Höchstplatzierung, Gesamtwochen, AuszeichnungChartplatzierungen (Jahr, Titel, Musiklabel, Platzierungen, Wochen, Auszeichnungen, Anmerkungen) | Anmerkungen                                                                   |
| Jahr | Titel Musiklabel                          | IT | CH | Anmerkungen                                                                   |
| ---- | ----------------------------------------- | --- | --- | ----------------------------------------------------------------------------- |
| 2009 | Figlio di nessuno Selbstverlag            | — | — | Erstveröffentlichung: 2009                                                    |
| 2013 | Non erano fiori Carosello Records         | IT9 Gold · (12 Wo.)IT | — | Erstveröffentlichung: 11. Juni 2013 Verkäufe: + 25.000                        |
| 2015 | Niente che non va Carosello Records       | IT2 Gold · (15 Wo.)IT | — | Erstveröffentlichung: 4. September 2015 Verkäufe: + 25.000                    |
| 2017 | Faccio un casino Coez / Carosello Records | IT2 ×5Fünffachplatin · (352 Wo.)IT | — | Erstveröffentlichung: 5. Mai 2017 Verkäufe: + 250.000                         |
| 2019 | È sempre bello Coez / Carosello Records   | IT1 ×3Dreifachplatin · (130 Wo.)IT | — | Erstveröffentlichung: 29. März 2019 Verkäufe: + 150.000                       |
| 2022 | Volare Coez / Carosello Records           | IT3 Platin · (73 Wo.)IT | — | Erstveröffentlichung: 18. Mai 2022 Verkäufe: + 50.000                         |
| 2023 | Lovebars Carosello Records / WMG          | IT1 Platin · (51 Wo.)IT | CH37 (1 Wo.)CH | Erstveröffentlichung: 8. September 2023 Verkäufe: + 50.000; mit Frah Quintale |
| 2025 | 1998 Carosello Records / WMG              | IT3 (… Wo.)IT | — | Erstveröffentlichung: 13. Juni 2025                                           |

### Singles
| Jahr | Titel Album                          | Höchstplatzierung, Gesamtwochen, AuszeichnungChartsChartplatzierungen (Jahr, Titel, Album, Platzierungen, Wochen, Auszeichnungen, Anmerkungen) | Anmerkungen                                                                    |
| Jahr | Titel Album                          | IT | Anmerkungen                                                                    |
| --- | ------------------------------------ | --- | ------------------------------------------------------------------------------ |
| 2017 | Faccio un casino                     | IT9 ×4Vierfachplatin · (31 Wo.)IT | Erstveröffentlichung: 10. März 2017 Verkäufe: + 200.000                        |
| 2017 | Taciturnal Faccio un casino          | IT93 Platin · (1 Wo.)IT | Erstveröffentlichung: 18. April 2017 Verkäufe: + 100.000                       |
| 2017 | E yo mamma Faccio un casino          | IT40 ×2Doppelplatin · (13 Wo.)IT | Erstveröffentlichung: 28. April 2017 Verkäufe: + 100.000                       |
| 2017 | La musica non c’è Faccio un casino   | IT1 ×8Achtfachplatin · (114 Wo.)IT | Erstveröffentlichung: 22. September 2017 Verkäufe: + 400.000                   |
| 2018 | Migliore di me Zerosei               | IT36 Gold · (1 Wo.)IT | Erstveröffentlichung: 23. Februar 2018 Verkäufe: + 25.000; mit Frenetik&Orang3 |
| 2018 | Le luci della città Faccio un casino | IT17 ×4Vierfachplatin · (27 Wo.)IT | Erstveröffentlichung: 16. März 2018 Verkäufe: + 400.000                        |
| 2019 | È sempre bello                       | IT1 ×5Fünffachplatin · (62 Wo.)IT | Erstveröffentlichung: 11. Januar 2019 Verkäufe: + 350.000                      |
| 2019 | Domenica È sempre bello              | IT7 ×2Doppelplatin · (32 Wo.)IT | Erstveröffentlichung: 26. April 2019 Verkäufe: + 100.000                       |
| 2019 | La tua canzone È sempre bello        | IT21 ×3Dreifachplatin · (38 Wo.)IT | Erstveröffentlichung: 30. August 2019 Verkäufe: + 300.000                      |
| 2021 | Aggio Perzo ’o Suonno AmarAmmore     | IT50 Gold · (6 Wo.)IT | Erstveröffentlichung: 12. Februar 2021 Verkäufe: + 35.000; mit Neffa & Ty1     |
| 2021 | Come nelle canzoni Volare            | IT6 ×3Dreifachplatin · (28 Wo.)IT | Erstveröffentlichung: 5. November 2021 Verkäufe: + 300.000                     |
| 2022 | Occhi rossi Volare                   | IT21 ×2Doppelplatin · (18 Wo.)IT | Erstveröffentlichung: 25. Februar 2022 Verkäufe: + 200.000                     |
| 2022 | Essere liberi Volare                 | IT83 Gold · (3 Wo.)IT | Erstveröffentlichung: 18. Mai 2022 Verkäufe: + 50.000                          |
| 2022 | Cuore –                              | IT88 (1 Wo.)IT | Erstveröffentlichung: 24. Juli 2022 mit Shablo & Geolier                       |
| 2022 | Margherita Volare                    | IT56 Gold · (3 Wo.)IT | Erstveröffentlichung: 9. September 2022 Verkäufe: + 50.000                     |
| 2023 | Alta marea Lovebars                  | IT8 ×2Doppelplatin · (36 Wo.)IT | Erstveröffentlichung: 16. Juni 2023 Verkäufe: + 200.000; mit Frah Quintale     |
| 2024 | Ruggine Maya                         | IT40 Gold · (4 Wo.)IT | Erstveröffentlichung: 7. März 2024 Verkäufe: + 50.000; mit Mace & Chiello      |
| 2025 | Mal di te 1998                       | IT34 (4 Wo.)IT | Erstveröffentlichung: 17. Januar 2025                                          |
| 2025 | Ti manca l’aria 1998                 | IT89 (3 Wo.)IT | Erstveröffentlichung: 4. April 2025                                            |
| Folgende Lieder erschienen nicht als Single, wurden aber durch das Album zum Download und Streaming bereitgestellt und konnten somit eine Platzierung erlangen: |                                      | |                                                                                |
| |                                      | |                                                                                |
| 2017 | Barceloneta Faccio un casino         | IT66 Platin · (8 Wo.)IT | Verkäufe: + 50.000; mit Carl Brave & Franco 126                                |
| 2017 | Ciao Faccio un casino                | IT94 Platin · (4 Wo.)IT | Verkäufe: + 50.000                                                             |
| 2019 | Catene È sempre bello                | IT14 Gold · (4 Wo.)IT | Verkäufe: + 25.000                                                             |
| 2019 | Mal di gola È sempre bello           | IT19 (2 Wo.)IT |                                                                                |
| 2019 | Fuori di me È sempre bello           | IT24 (2 Wo.)IT |                                                                                |
| 2019 | Gratis È sempre bello                | IT26 (2 Wo.)IT |                                                                                |
| 2019 | Aeroplani È sempre bello             | IT42 (1 Wo.)IT |                                                                                |
| 2019 | Vai con Dio È sempre bello           | IT46 (1 Wo.)IT |                                                                                |
| 2019 | Ninna nanna È sempre bello           | IT49 (1 Wo.)IT |                                                                                |
| 2021 | Sesso e droga Volare                 | IT95 (1 Wo.)IT | feat. Guè Pequeno & Gemitaiz                                                   |
| 2023 | Lovebars                             | IT27 Platin · (9 Wo.)IT | Verkäufe: + 100.000; mit Frah Quintale                                         |
| 2023 | Che colpa ne ho Lovebars             | IT52 Gold · (1 Wo.)IT | Verkäufe: + 50.000; mit Frah Quintale                                          |
| 2023 | Terra bruciata Lovebars              | IT58 (1 Wo.)IT | mit Frah Quintale                                                              |
| 2023 | DM Lovebars                          | IT60 (1 Wo.)IT | mit Frah Quintale feat. Guè                                                    |
| 2023 | Fari lontani Lovebars                | IT65 (1 Wo.)IT | mit Frah Quintale                                                              |
| 2023 | Era già scritto Lovebars             | IT68 (1 Wo.)IT | mit Frah Quintale                                                              |
| 2023 | Vetri fumè Lovebars                  | IT80 (1 Wo.)IT | mit Frah Quintale                                                              |
| 2023 | Una luce alle 03:00 Lovebars         | IT83 (1 Wo.)IT | mit Frah Quintale                                                              |
| 2025 | Qualcosa di grande 1998              | IT53 (… Wo.)IT |                                                                                |

Weitere Singles
- 2012: Ali sporche – Gold (25.000+)
- 2015: Jet – Platin (50.000+)

### Gastbeiträge
| Jahr | Titel Album                                  | Höchstplatzierung, Gesamtwochen, AuszeichnungChartsChartplatzierungen (Jahr, Titel, Album, Platzierungen, Wochen, Auszeichnungen, Anmerkungen) | Anmerkungen |
| Jahr | Titel Album                                  | IT | Anmerkungen |
| --- | -------------------------------------------- | --- | --- |
| 2018 | Centro Back Home                             | IT10 Platin · (12 Wo.)IT | Erstveröffentlichung: 26. Januar 2018 Verkäufe: + 50.000; MadMan feat. Coez                                                     |
| 2018 | Davide                                       | IT2 ×4Vierfachplatin · (52 Wo.)IT | Erstveröffentlichung: 20. April 2018 Verkäufe: + 200.000; Gemitaiz feat. Coez                                                   |
| 2020 | Palazzine –                                  | IT43 (2 Wo.)IT | Erstveröffentlichung: 26. Mai 2020 Kid Vicious feat. Marracash & Coez                                                           |
| Folgende Lieder erschienen nicht als Single, wurden aber durch das Album zum Download und Streaming bereitgestellt und konnten somit eine Platzierung erlangen: |                                              | | |
| |                                              | | |
| 2018 | Parco Gondar Notti brave                     | IT21 Gold · (4 Wo.)IT | Verkäufe: + 25.000; Carl Brave feat. Coez                                                                                       |
| 2019 | Sparare alla luna Playlist                   | IT7 Platin · (13 Wo.)IT | Verkäufe: + 50.000; Salmo feat. Coez                                                                                            |
| 2019 | Quelli che non pensano (Il cervello) Persona | IT4 Platin · (13 Wo.)IT | Verkäufe: + 70.000; Marracash feat. Coez                                                                                        |
| 2020 | Altalene BV3                                 | IT1 ×3Dreifachplatin · (34 Wo.)IT | Verkäufe: + 210.000; Bloody Vinyl, Slait & Tha Supreme feat. Mara Sattei & Coez                                                 |
| 2021 | Nessuno Guesus                               | IT13 (2 Wo.)IT | Guè feat. Coez |
| 2022 | Falena X2                                    | IT3 Platin · (5 Wo.)IT | Verkäufe: + 100.000; Sick Luke feat. Franco126, Coez & Ketama126                                                                |
| 2022 | Spine Virus                                  | IT31 (1 Wo.)IT | Noyz Narcos feat. Coez |
| 2022 | K.O. Eclissi                                 | IT22 (2 Wo.)IT | Gemitaiz feat. Coez & Marracash                                                                                                 |
| 2022 | BTX Posse Botox                              | IT16 Gold · (6 Wo.)IT | Verkäufe: + 50.000; Night Skinny feat. Coez, Ernia, Fabri Fibra, Geolier, Guè, Lazza, L’immortale, MamboLosco, Paky & Tony Effe |
| 2022 | Come Mi Guardi Botox                         | IT31 Gold · (2 Wo.)IT | Verkäufe: + 50.000; Night Skinny feat. Bresh, Coez & Madame                                                                     |
| 2022 | Per La Strada Botox                          | IT52 (1 Wo.)IT | Night Skinny feat. Coez, Guè & Rkomi                                                                                            |
| 2022 | !Ly C@ra++ere s?ec!@le                       | IT5 ×2Doppelplatin · (… Wo.)IT | Verkäufe: + 200.000; Tha Supreme feat. Coez                                                                                     |
| 2023 | MC Drive (La haine) Effetto notte            | IT49 (1 Wo.)IT | Emis Killa feat. Ernia & Coez                                                                                                   |
| 2023 | My Love Song 2 Cvlt                          | IT9 Gold · (3 Wo.)IT | Verkäufe: + 50.000; Salmo & Noyz Narcos feat. Coez & Frah Quintale                                                              |
| 2025 | Bella mossa Futuri Possibili                 | IT62 (2 Wo.)IT | Franco126 feat. Coez |

Weitere Gastbeiträge
- 2019: Motivo (Gianna Nannini feat. Coez, IT: Gold; Verkäufe: + 35.000)
- 2022: Stanotte (Ty1 feat. Coez & Massimo Pericolo, IT: Gold; Verkäufe: + 50.000)

## Auszeichnungen für Musikverkäufe
| Goldene Schallplatte - Italien - 2017: für das Lied Delusa da me - 2017: für das Lied Parquet - 2017: für das Lied Occhiali scuri - 2018: für das Lied Siamo morti insieme - 2019: für das Lied Non esco mai - 2019: für das Lied Le parole più grandi - 2019: für das Lied Cosa mi manchi a fare (From the rooftop - cover) | Platin-Schallplatte - Italien - 2018: für das Lied Lontana da me |

Anmerkung: Auszeichnungen in Ländern aus den Charttabellen bzw. Chartboxen sind in ebendiesen zu finden.
| Land/RegionAuszeichnungen für Musikverkäufe (Land/Region, Auszeichnungen, Verkäufe, Quellen) | Gold       | Platin       | Verkäufe  | Quellen |
| -------------------------------------------------------------------------------------------- | ---------- | ------------ | --------- | ------- |
| Italien (FIMI)                                                                               | 23× Gold23 | 64× Platin64 | 5.125.000 | fimi.it |
| Insgesamt                                                                                    | 23× Gold23 | 64× Platin64 |           |         |

## Belege
1. ↑  Chartquellen: IT CH
2. ↑  Archivio classifiche Top Singoli. FIMI, abgerufen am 1. Januar 2025 (italienisch).
3. ↑  Archivio classifiche Top Singoli. FIMI, abgerufen am 1. Januar 2025 (italienisch).

| Personendaten    | Personendaten                     |
| ---------------- | --------------------------------- |
| NAME             | Coez                              |
| ALTERNATIVNAMEN  | Albanese, Silvano (Geburtsname)   |
| KURZBESCHREIBUNG | italienischer Rapper              |
| GEBURTSDATUM     | 11. Juli 1983                     |
| GEBURTSORT       | Nocera Inferiore, Provinz Salerno |